# Cesario di Nazianzo
Cesario (in latino Caesarius; Nazianzo, 331 ca. – Nicea, 369) è stato un funzionario e medico romano, attivo presso la corte dell'imperatore Giuliano.
Fratello di Gregorio Nazianzeno, è venerato come santo dalla Chiesa cattolica e dalla Chiesa ortodossa.

## Biografia
Era il figlio di Gregorio e Nonna, fratello minore di Gregorio e Gorgonia. Il padre, che era ebreo della setta degli Ipsistari, fu convertito dalla moglie al Cristianesimo e divenne vescovo di Nazianzo. Il fratello Gregorio fu vescovo di Nazianzo ed è considerato uno dei Padri della Chiesa.
Iniziò la sua educazione in Cappadocia, poi si trasferì ad Alessandria d'Egitto per studiare geometria, astronomia, matematica e medicina. Trasferitosi a Costantinopoli, esercitò come medico, professione in cui ebbe tanto successo tanto che gli fu offerto un posto nel Senato di Costantinopoli, un matrimonio con una donna ricca, diversi onori pubblici, oltre al riconoscimento dello status di medico ufficiale e cittadino di Costantinopoli.
Successivamente si mise in viaggio insieme al fratello Gregorio, decidendo di tornare a corte quando quest'ultimo si dedicò alla religione. Sebbene fosse cristiano, alla corte imperiale conobbe e divenne amico dell'imperatore pagano Giuliano, cosa che gli meritò i rimproveri del fratello; quando però rifiutò di rinnegare la sua fede, Cesario fu allontanato dalla corte e dovette tornare a casa.
Alla morte di Giuliano (363), Cesario tornò alla corte imperiale, e ricevette molti onori.
Nel 368 fu nominato Comes thesaurorum di Bitinia; quello stesso anno sopravvisse a un violento terremoto che colpì Nicea (11 ottobre), ma, dopo aver ricevuto  il battesimo, si ammalò e poco dopo morì, mentre ancora teneva il suo ufficio. Il suo corpo fu rimandato alla famiglia, che lo seppellì a Nazianzio. Nel suo testamento lasciò i suoi possedimenti in favore dei poveri, ma del suo patrimonio rimase ben poco, dopo che i creditori, reali o presunti, ebbero ricevuto la loro parte.

## Il culto
I cattolici celebrano la sua memoria liturgica il 25 febbraio, mentre la Chiesa ortodossa il 9 marzo.